# Komati (rijeka)
Komati ili Incomati je rijeka na jugu Afrike. Teče kroz Južnoafričku Republiku, Esvatini i Mozambik. Duga je 480 km, površina porječja joj je 50.000 km², dok joj je prosječni istjek 111 m³/s. Izvire u Južnoafričkoj Republici, u pokrajini Mpumalanga, između naselja Breyten i Ermelo.

## Tok
Rijeka Komati izvire u planinama u istočnome dijelu Južnoafričke Repubublike, u pokrajini Mpumalanga, teče u smjeru sjeveroistoka prema Mozambiku, gdje se u zaljevu Maputo ulijeva u Indijski ocean.

## Vanjske poveznice

### Ostali projekti
|  | Zajednički poslužitelj ima još gradiva o temi Komati |